# Paul Haarhuis
Paul Haarhuis, né le 19 février 1966 à Eindhoven, est un ancien joueur de tennis professionnel néerlandais.
Surtout spécialiste du double, il a été numéro un mondial de la spécialité et a notamment remporté six titres du Grand Chelem.
Capitaine de l'équipe des Pays-Bas de Fed Cup depuis 2014, il devient fin 2016 capitaine de l'équipe masculine, avec laquelle il a joué 49 matchs durant sa carrière de joueur. Il remplace Jan Siemerink qui était en poste depuis 2007. En marge de ces activités, il est également entraîneur en chef du centre national d'entraînement à Almere.

## Carrière
En novembre 1995, il atteint son meilleur classement en simple avec une 18e place mondiale. Il est surtout célèbre pour ses succès en double, en particulier avec son compatriote Jacco Eltingh, avec qui il a gagné six titres du Grand Chelem. Dans sa carrière, il a gagné un titre en simple (Jakarta, 1995) et 54 tournois en double.
Il est, en compagnie de Sergi Bruguera, Richard Krajicek, Leander Paes et Michael Stich, un des seuls joueurs de sa génération à avoir un bilan positif dans ses confrontations avec Pete Sampras : 3-1.

## Parcours dans les tournois duGrand Chelem

### En simple
| Année | Open d'Australie | Open d'Australie | Internationaux de France | Internationaux de France | Wimbledon       | Wimbledon      | US Open         | US Open       |
| ----- | ---------------- | ---------------- | ------------------------ | ------------------------ | --------------- | -------------- | --------------- | ------------- |
| 1989  | —                | —                | 3e tour (1/16)           | A. Mancini               | —               | —              | 1/8 de finale   | A. Krickstein |
| 1990  | 1er tour (1/64)  | Bo. Becker       | 3e tour (1/16)           | T. Muster                | 3e tour (1/16)  | B. Gilbert     | 1er tour (1/64) | T. Carbonell  |
| 1991  | 2e tour (1/32)   | O. Camporese     | 3e tour (1/16)           | T. Martin                | 1er tour (1/64) | M. Larsson     | 1/4 de finale   | J. Connors    |
| 1992  | 2e tour (1/32)   | T. Muster        | 1er tour (1/64)          | M. Chang                 | 2e tour (1/32)  | R. Krajicek    | 2e tour (1/32)  | J. Svensson   |
| 1993  | 1er tour (1/64)  | T. Muster        | 1/8 de finale            | S. Edberg                | 1er tour (1/64) | M. Chang       | 2e tour (1/32)  | P. McEnroe    |
| 1994  | 3e tour (1/16)   | I. Lendl         | 3e tour (1/16)           | P. Sampras               | 1er tour (1/64) | J. Stoltenberg | 1er tour (1/64) | A. O'Brien    |
| 1995  | 1er tour (1/64)  | T. Enqvist       | 1er tour (1/64)          | D. Wheaton               | 2e tour (1/32)  | M. Woodforde   | 2e tour (1/32)  | J. Björkman   |
| 1996  | 1er tour (1/64)  | F. Dewulf        | 3e tour (1/16)           | B. Karbacher             | 1/8 de finale   | M. Washington  | 3e tour (1/16)  | S. Edberg     |
| 1997  | 1er tour (1/64)  | K. Kučera        | 1er tour (1/64)          | D. van Scheppingen       | 3e tour (1/16)  | T. Henman      | 2e tour (1/32)  | L. Roux       |
| 1998  | —                | —                | 1er tour (1/64)          | J. Tarango               | 1er tour (1/64) | J. Tarango     | 3e tour (1/16)  | G. Ivanišević |
| 1999  | 2e tour (1/32)   | J. Tarango       | 1er tour (1/64)          | S. Schalken              | 3e tour (1/16)  | G. Ivanišević  | 2e tour (1/32)  | G. Kuerten    |

N.B. : à droite du résultat se trouve le nom de l'ultime adversaire.

### En double
| Année | Open d'Australie              | Open d'Australie        | Internationaux de France      | Internationaux de France   | Wimbledon                     | Wimbledon                  | US Open                       | US Open                    |
| ----- | ----------------------------- | ----------------------- | ----------------------------- | -------------------------- | ----------------------------- | -------------------------- | ----------------------------- | -------------------------- |
| 1989  | —                             | —                       | 1er tour (1/32) B. Dickinson  | P. Doohan L. Warder        | —                             | —                          | 1er tour (1/32) M. Koevermans | P. Galbraith B. Garrow     |
| 1990  | 2e tour (1/16) M. Koevermans  | P. Henricsson N. Utgren | 1/2 finale M. Koevermans      | S. Casal E. Sánchez        | 1er tour (1/32) M. Koevermans | G. Connell G. Michibata    | 1er tour (1/32) H. J. Davids  | J. Frana C. Miniussi       |
| 1991  | 1/8 de finale M. Koevermans   | J. Bates K. Jones       | 1/4 de finale M. Koevermans   | G. Connell G. Michibata    | 1/8 de finale M. Koevermans   | J. Frana L. Lavalle        | 2e tour (1/16) M. Koevermans  | A. Gómez E. Sánchez        |
| 1992  | 1er tour (1/32) M. Koevermans | C. Miniussi M. Rosset   | 1er tour (1/32) M. Koevermans | K. Kinnear S. Salumaa      | 1/4 de finale M. Koevermans   | J. McEnroe M. Stich        | 1/4 de finale J. Eltingh      | T. Woodbridge M. Woodforde |
| 1993  | 1/8 de finale J. Eltingh      | J. Fitzgerald A. Järryd | 1/8 de finale J. Eltingh      | S. Edberg P. Korda         | —                             | —                          | 2e tour (1/16) J. Eltingh     | W. Ferreira M. Stich       |
| 1994  | Victoire J. Eltingh           | B. Black J. Stark       | 1/4 de finale J. Eltingh      | D. Adams A. Olhovskiy      | 1/4 de finale J. Eltingh      | T. Woodbridge M. Woodforde | Victoire J. Eltingh           | T. Woodbridge M. Woodforde |
| 1995  | 1/2 finale J. Eltingh         | J. Palmer R. Reneberg   | Victoire J. Eltingh           | N. Kulti M. Larsson        | 1/4 de finale J. Eltingh      | R. Leach S. Melville       | 1/8 de finale J. Eltingh      | A. O'Brien S. Stolle       |
| 1996  | 1/8 de finale J. Eltingh      | M. Damm J. Grabb        | 2e tour (1/16) S. Schalken    | T. Kronemann D. Macpherson | 1er tour (1/32) J. Eltingh    | T. Kempers T. Nijssen      | Finale J. Eltingh             | T. Woodbridge M. Woodforde |
| 1997  | 1/2 finale J. Eltingh         | S. Lareau A. O'Brien    | 1/2 finale J. Eltingh         | I. Kafelnikov D. Vacek     | Finale J. Eltingh             | T. Woodbridge M. Woodforde | 2e tour (1/16) J. Eltingh     | D. Adams W. Ferreira       |
| 1998  | —                             | —                       | Victoire J. Eltingh           | M. Knowles D. Nestor       | Victoire J. Eltingh           | T. Woodbridge M. Woodforde | —                             | —                          |
| 1999  | 1/4 de finale P. Galbraith    | E. Ferreira R. Leach    | 2e tour (1/16) J. Palmer      | J. Sánchez J. Siemerink    | Finale J. Palmer              | M. Bhupathi L. Paes        | 1er tour (1/32) J. Palmer     | J. Coetzee B. Haygarth     |
| 2000  | —                             | —                       | Finale S. Stolle              | T. Woodbridge M. Woodforde | Finale S. Stolle              | T. Woodbridge M. Woodforde | 1/4 de finale S. Stolle       | W. Ferreira I. Kafelnikov  |
| 2001  | —                             | —                       | —                             | —                          | —                             | —                          | 1/2 finale S. Schalken        | W. Black K. Ullyett        |
| 2002  | —                             | —                       | Victoire I. Kafelnikov        | M. Knowles D. Nestor       | 1/8 de finale I. Kafelnikov   | D. Prinosil D. Rikl        | 1/8 de finale I. Kafelnikov   | B. Bryan M. Bryan          |
| 2003  | —                             | —                       | Finale I. Kafelnikov          | B. Bryan M. Bryan          | 1/8 de finale I. Kafelnikov   | J. Björkman T. Woodbridge  | —                             | —                          |

N.B. : le nom du ou de la partenaire se trouve sous le résultat ; le nom des ultimes adversaires se trouve à droite.

## Participation aux Masters

### En double
| Année | Ville        | Surface         | Partenaire    | Résultats | Résultat final    |
| ----- | ------------ | --------------- | ------------- | --------- | ----------------- |
| 1993  | Johannesburg | Dur indoor      | Jacco Eltingh | 5v, 0d    | Vainqueur         |
| 1994  | Jakarta      | Dur indoor      | Jacco Eltingh | 2v, 2d    | Demi-finaliste    |
| 1995  | Eindhoven    | Moquette indoor | Jacco Eltingh | 4v, 1d    | Finaliste         |
| 1996  | Hartford     | Moquette indoor | Jacco Eltingh | 1v, 2d    | Éliminé en poules |
| 1997  | Hartford     | Moquette indoor | Jacco Eltingh | 3v, 1d    | Demi-finaliste    |
| 1998  | Hartford     | Moquette indoor | Jacco Eltingh | 5v, 0d    | Vainqueur         |
| 1999  | Hartford     | Moquette indoor | Jared Palmer  | 1v, 2d    | Éliminé en poules |
| 2000  | Bangalore    | Dur ext.        | Sandon Stolle | 1v, 2d    | Éliminé en poules |

## Parcours dans lesMasters 1000
| Année | Indian Wells        | Miami                    | Monte-Carlo              | Hambourg                  | Rome                       | Canada             | Cincinnati | Stockholm puis Essen puis Stuttgart | Paris                       |
| ----- | ------------------- | ------------------------ | ------------------------ | ------------------------- | -------------------------- | ------------------ | ---------- | ----------------------------------- | --------------------------- |
| 1990  | —                   | —                        | 1er tour G. Forget       | 2e tour J. Courier        | 1/8 de finale O. Camporese | —                  | —          | —                                   | —                           |
| 1991  | —                   | 3e tour J. Courier       | 2e tour G. Forget        | 2e tour M. Stich          | 2e tour T. Muster          | —                  | —          | —                                   | —                           |
| 1992  | —                   | 3e tour Bo. Becker       | 1er tour T. Nijssen      | 1/4 de finale C. Costa    | 2e tour C. Miniussi        | —                  | —          | 1er tour C. Bergström               | 1er tour M. Larsson         |
| 1993  | —                   | 3e tour A. Medvedev      | 2e tour M. Larsson       | 1er tour C.-U. Steeb      | 2e tour J. Courier         | —                  | —          | —                                   | —                           |
| 1994  | —                   | 1/8 de finale S. Edberg  | 2e tour S. Doseděl       | 1/8 de finale A. Medvedev | 1er tour A. Chesnokov      | —                  | —          | —                                   | 2e tour Bo. Becker          |
| 1995  | —                   | 2e tour M. Philippoussis | 1/8 de finale D. Wheaton | 1er tour M.-K. Goellner   | 1er tour T. Muster         | —                  | —          | 1er tour J. Winnink                 | 1/8 de finale R. Krajicek   |
| 1996  | Finale M. Chang     | 2e tour M. Tebbutt       | 1er tour J. Sánchez      | 1er tour J. Burillo       | 2e tour T. Enqvist         | 1er tour T. Henman | —          | 1er tour M. Stich                   | 1/4 de finale I. Kafelnikov |
| 1997  | 1er tour S. Doseděl | 1er tour M. Larsson      | 1er tour A. Berasategui  | 2e tour J. Díaz           | 2e tour I. Kafelnikov      | —                  | —          | 1/8 de finale N. Kiefer             | —                           |
| 1998  | —                   | 3e tour J. Tarango       | —                        | —                         | —                          | —                  | —          | 1er tour A. Pavel                   | 1er tour T. Martin          |
| 1999  | 2e tour C. Woodruff | 2e tour K. Kučera        | —                        | 1er tour M. Rosset        | —                          | —                  | —          | —                                   | —                           |

N.B. : sous le résultat se trouve le nom de l’ultime adversaire.